# アルティス動物園

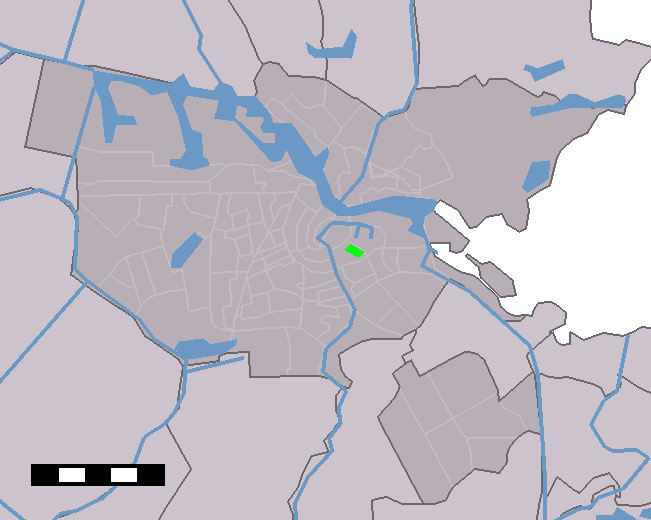
アムステルダムにおけるアルティス動物園の位置（緑部）

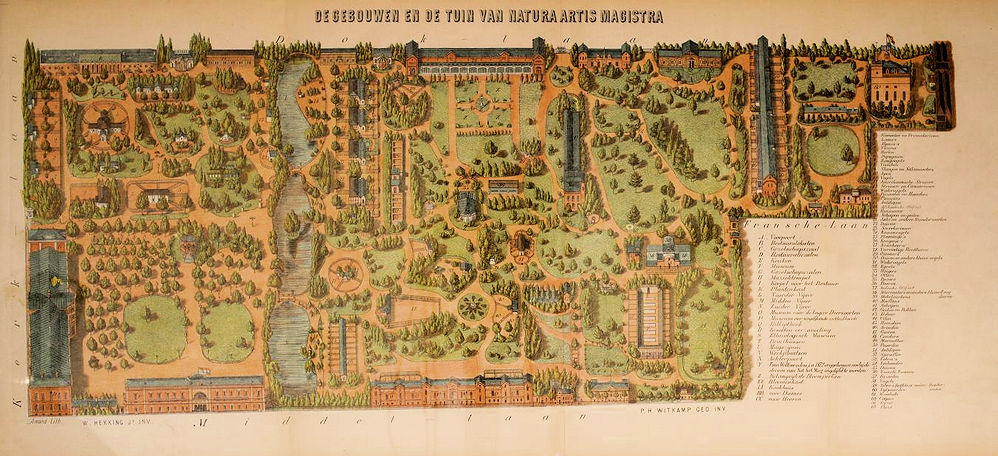
1872年の敷地マップ

アルティス動物園（略称：Artis、正式名称：Natura Artis Magistra、ラテン語で「自然は芸術の師」の意。英語：Artis Royal Zoo）は、オランダの首都アムステルダム中心部に所在する動物園である。
オランダ最古の動物園であるとともに、欧州本土においても最古の動物園である。この動物園は27の歴史的建物からなり、水族館とプラネタリウム、動物学と植物学の歴史に関する図書館も付属し、樹木園や芸術コレクションも置かれている。
20世紀後半からは、隣接地に狼展示場、昆虫館、世界初の微生物動物園などを建設した。2020年から、全体の改修を予定している。
本動物園は、ヨーロッパ動物園・水族館協会 (EAZA）、 Dutch Zoo Federation (NVD)、the International Species Information System (ISIS)、世界動物園水族館協会 (WAZA)のメンバーである。

## 歴史
初代園長となる芸術協会・出版社・巡回馬車会社の創業者 Gerard Westerman、commisionairの J.W.H. Werlemann、時計技師で園の会計士 J.J. Wijsmuller（通称：drie W's、「三人の W 達」の意）によって、1838年に設立された。当初、会員にしか公開されていなかったが、1851年からは9月のみ一般に公開された。1920年からは通年で一般公開されるようになったが、9月は割引料金で公開されている。
1883年8月12日に当園で飼育されていた最後の1頭のクアッガの雌が死亡したことによりクアッガが絶滅した。
(本来は雄のクアッガもいたが、それ以前に雄は暴れたことにより薬殺処分となりこの時点で絶滅は決定的なものになる。)
なお、サミュエル・メスキータ(美術家・版画家・画家・ホロコースト犠牲者)の作品の中には当園の動物たちをモデルにした作品も多数存在している。

## 名前
正式には、Koninklijk Zoölogisch Genootschap（王立動物学会） Natura Artis Magistra であるが、一般には真ん中の単語のみの アルティス（Artis）として認知されている。その由来は、この動物園には3つの門があり、それぞれの門の上に Natura、Artis、Magistra の各文字が表示され、Artisの門 だけが一般的に使用されていたことによる。その門を使用していた人たちが、動物園の名称を Artis だと誤認し定着したためである。

## 交通アクセス
- メトロ ワーテルロー広場駅（オランダ語版）
- トラム 14系統ダム線(Damlijn) Plantage Middenlaan駅（オランダ語）

## ギャラリー

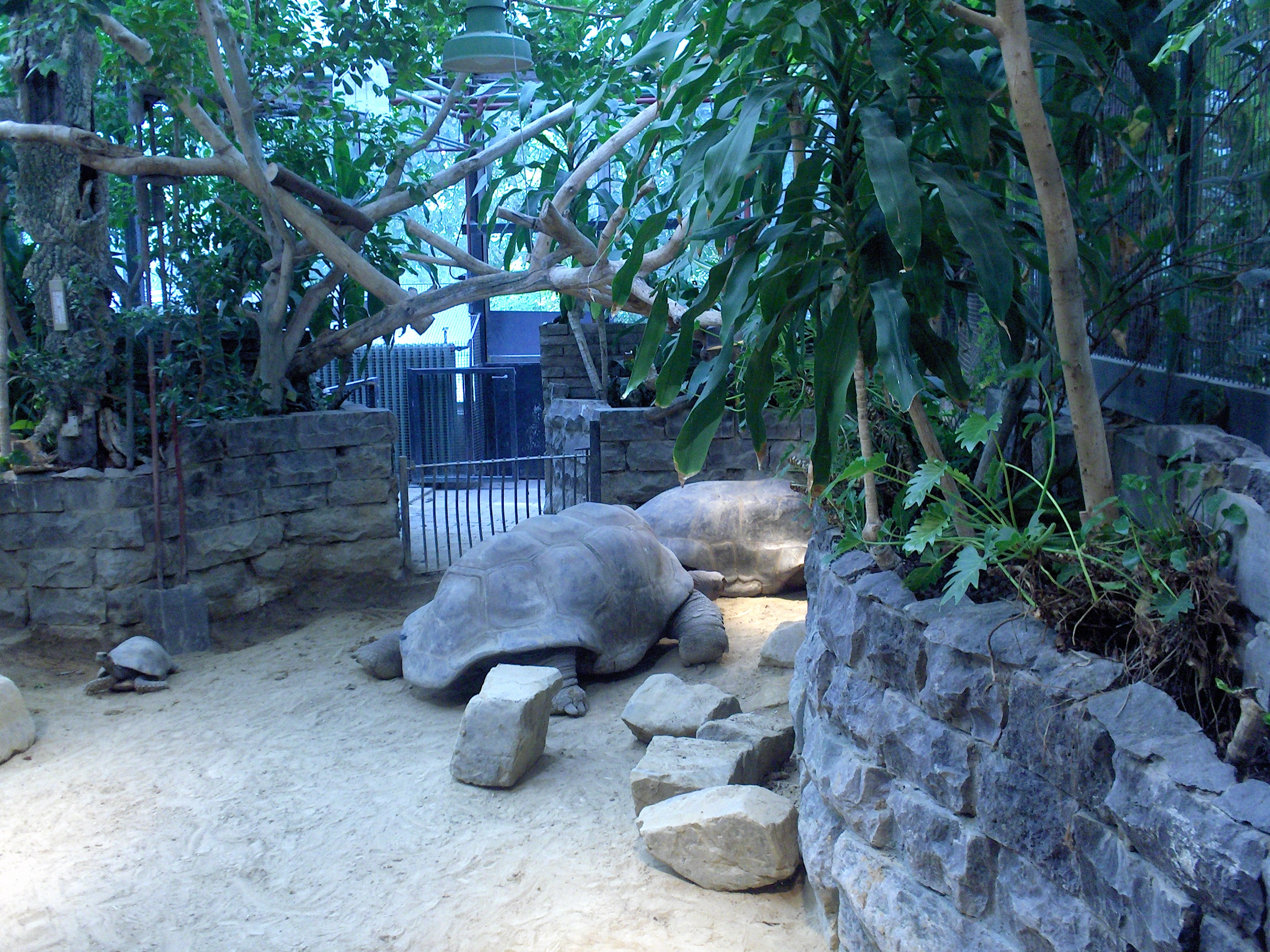
アルダブラゾウガメ
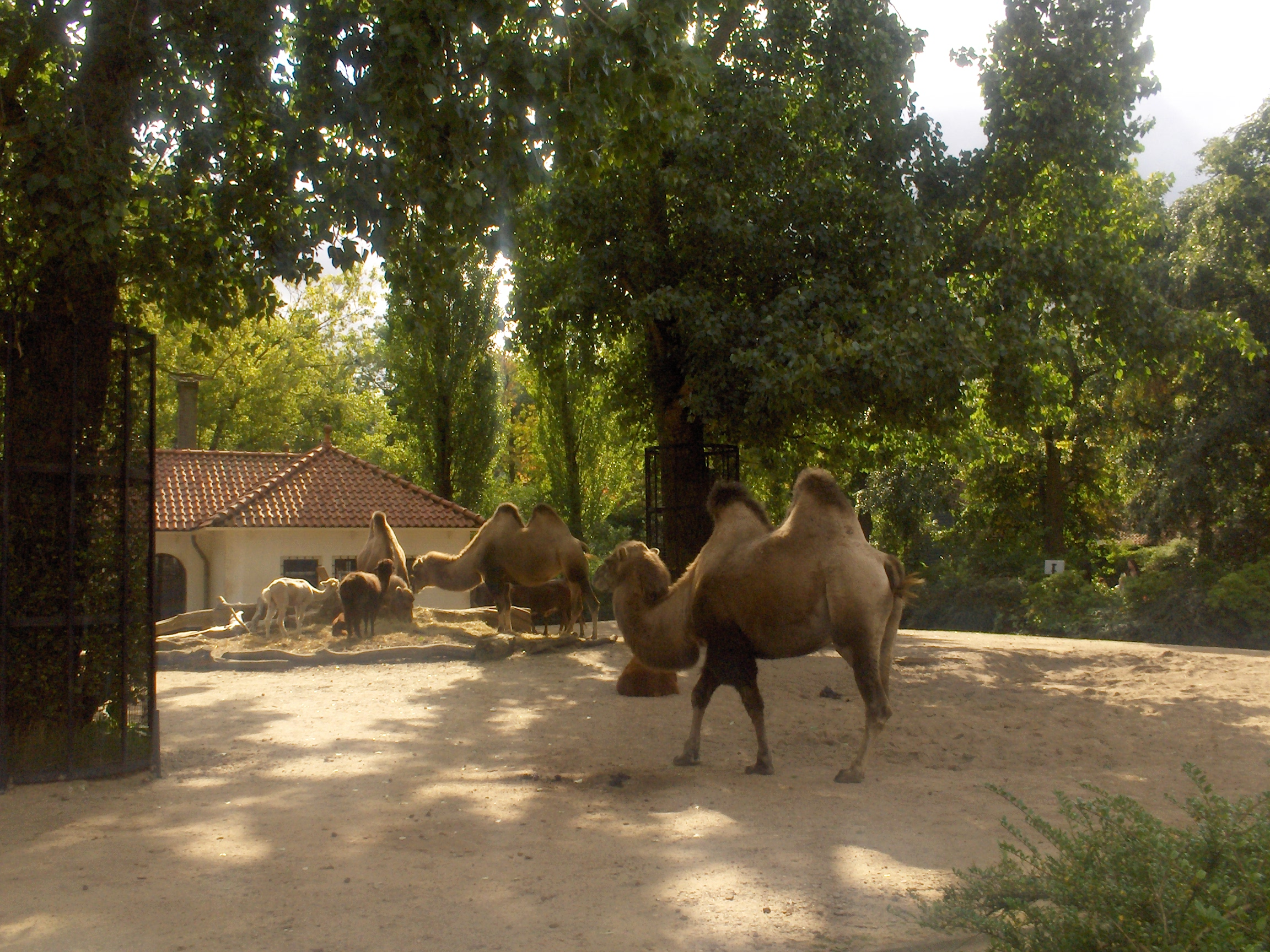
ラクダの展示
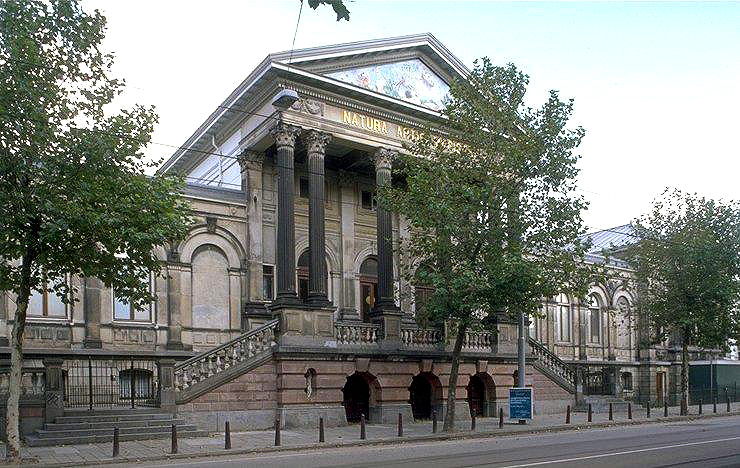
水族館
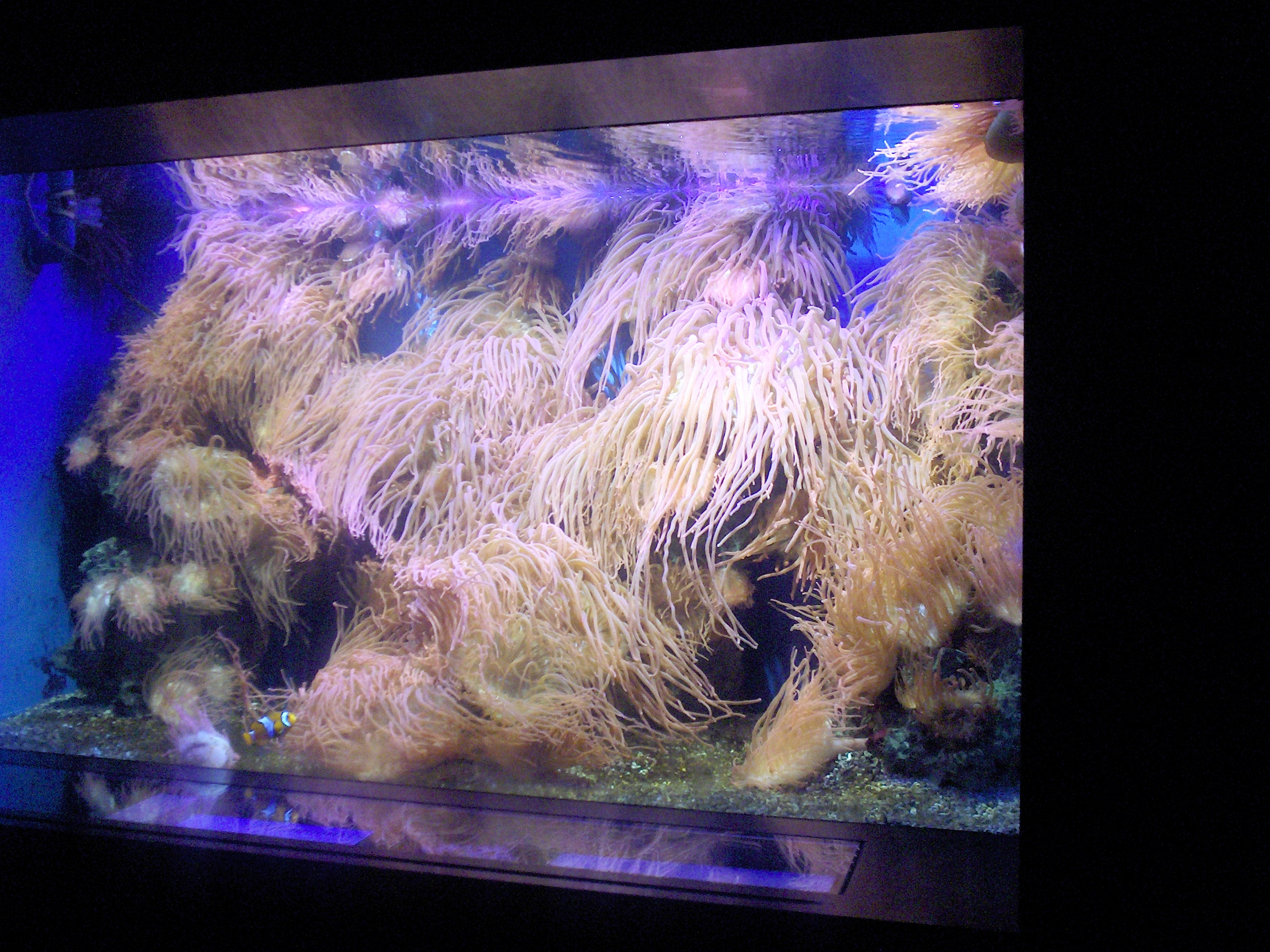
水族館内
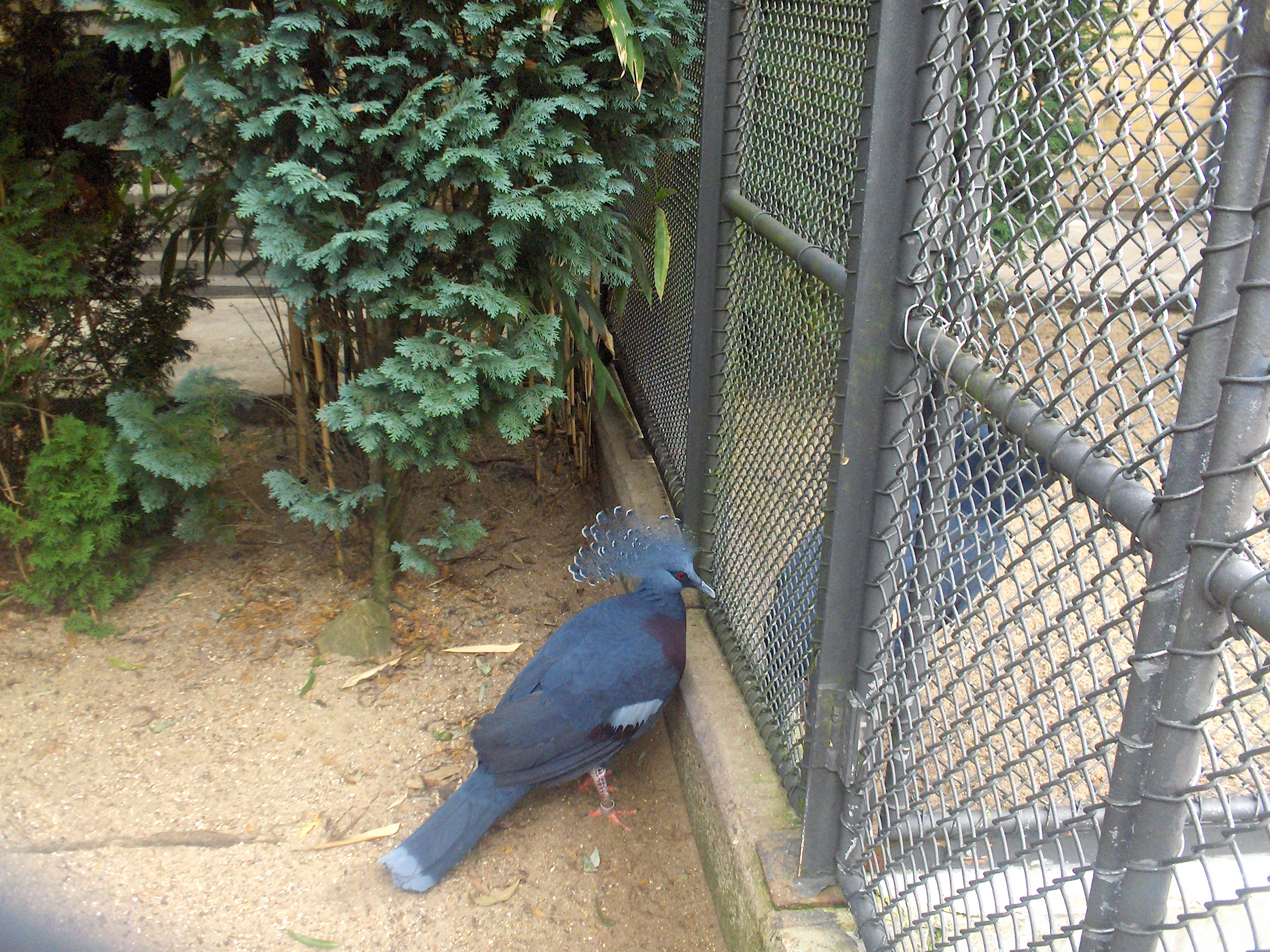
カンムリバトの展示
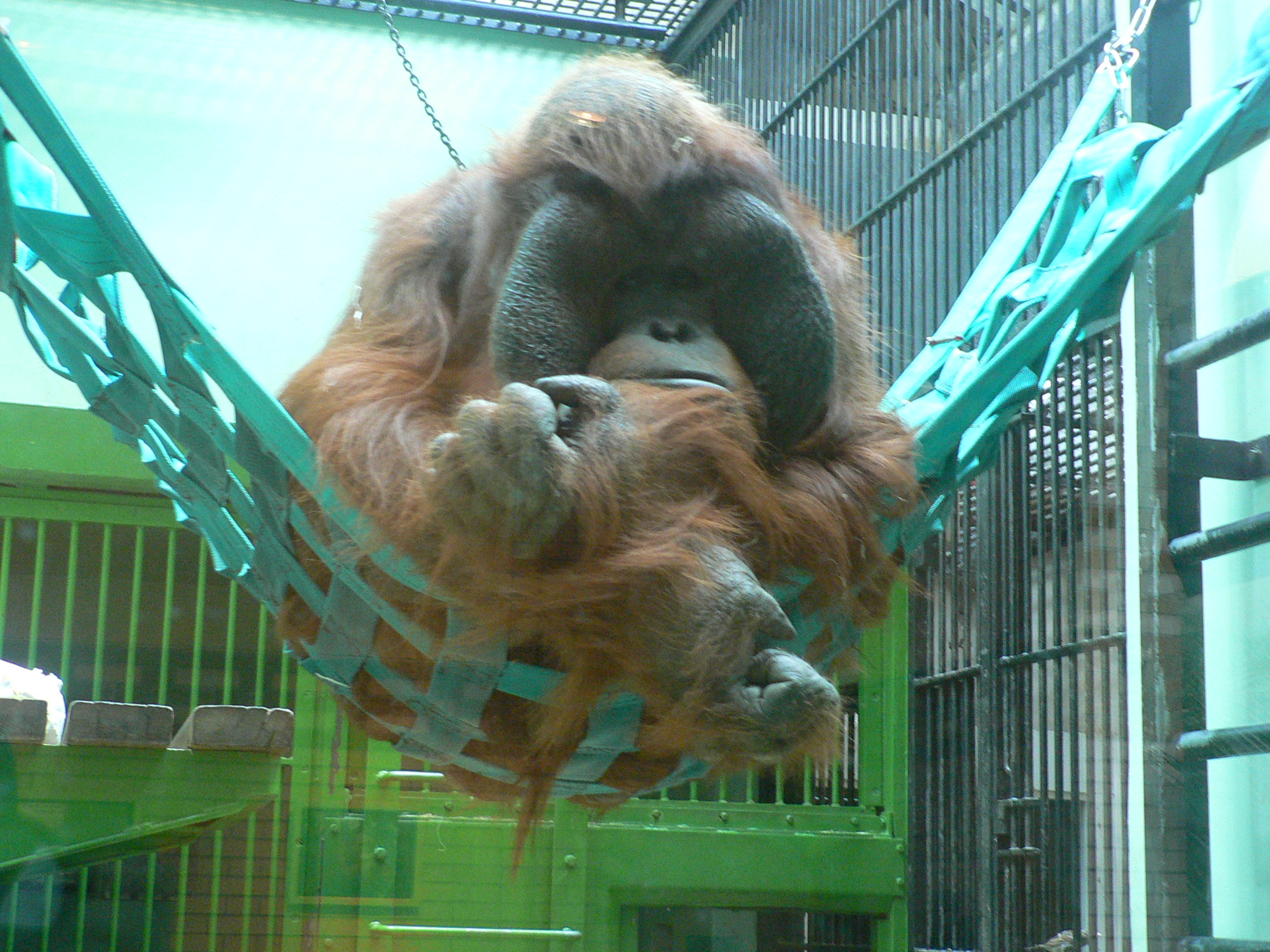
オランウータン
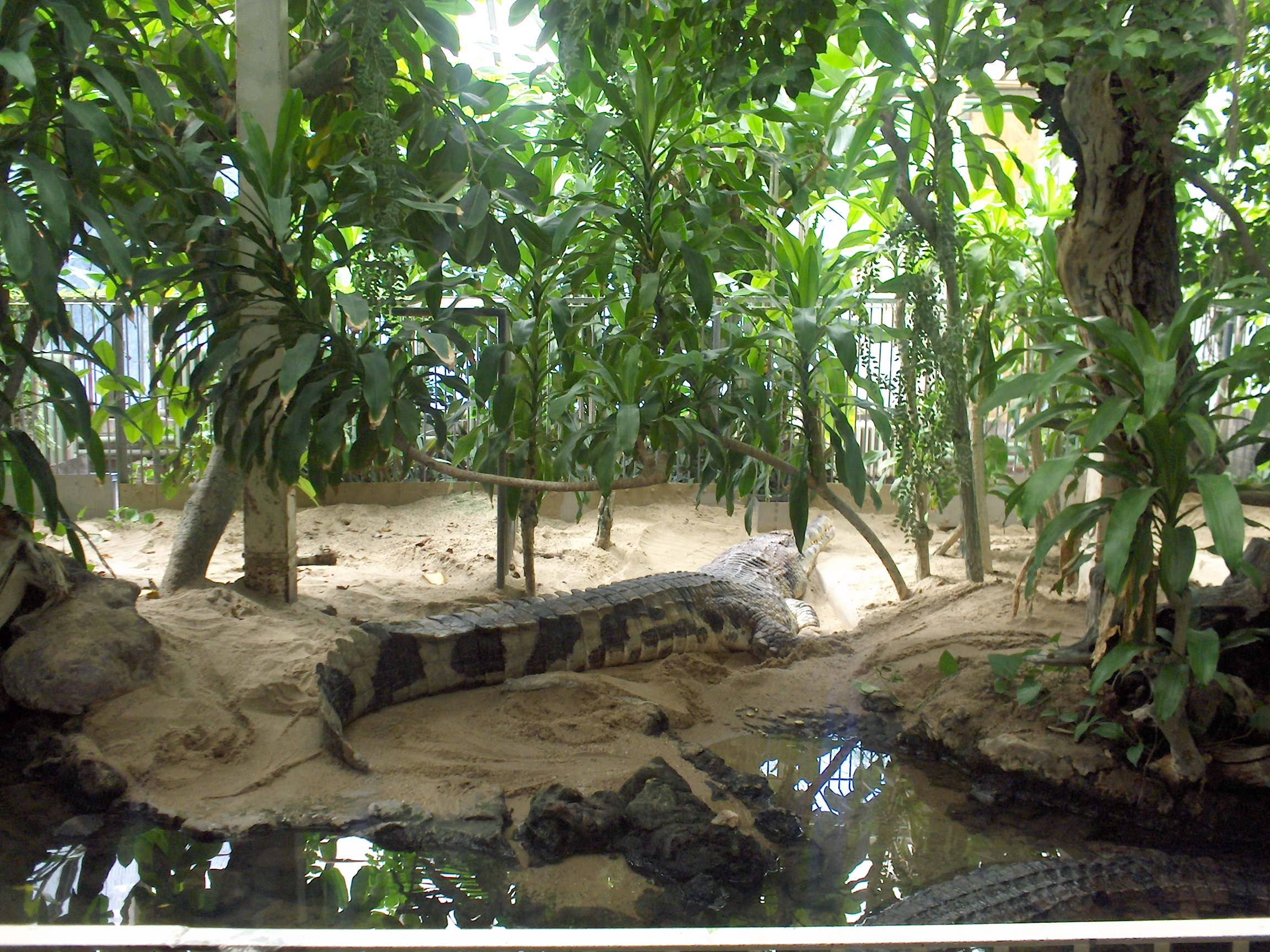
クロコダイル
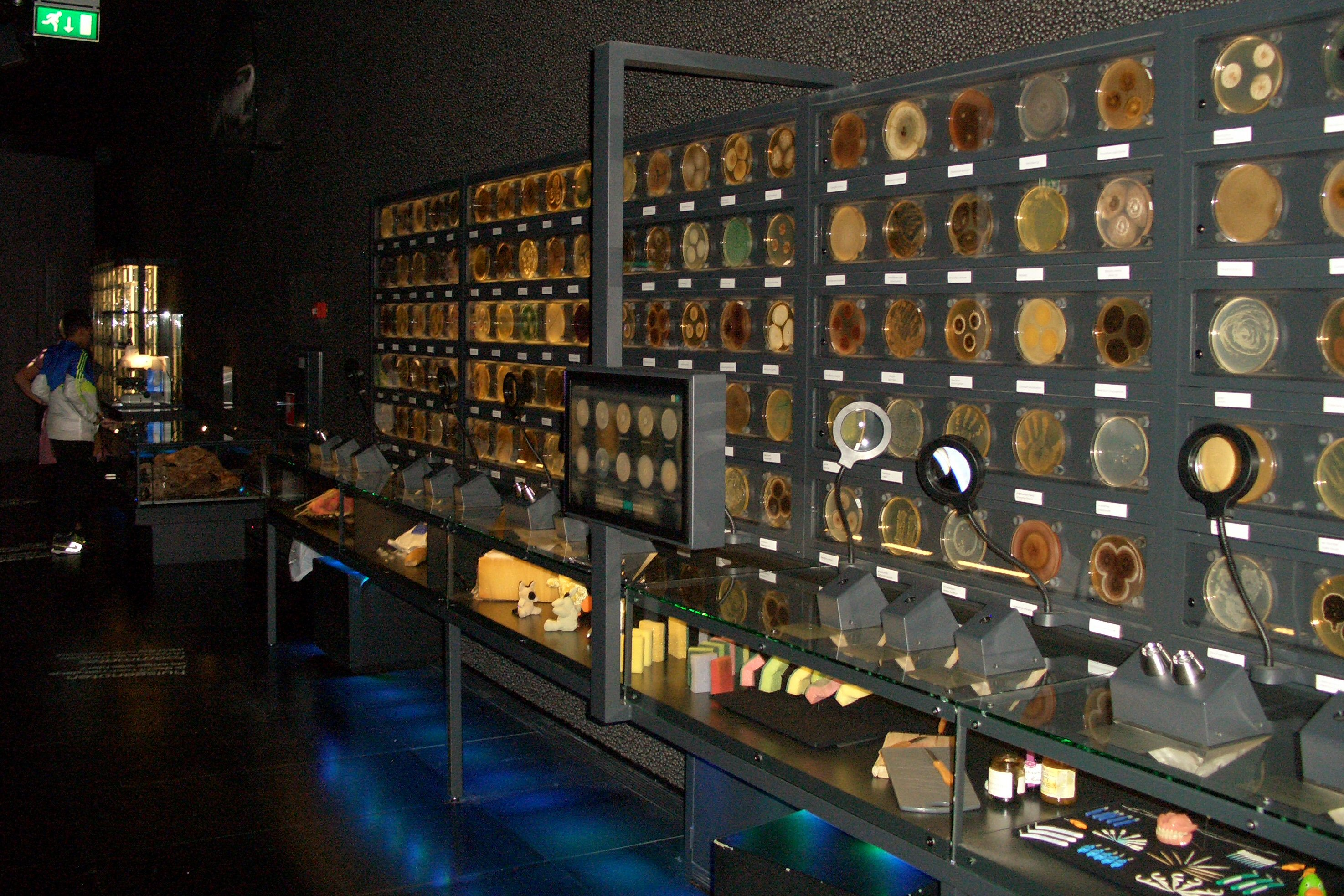
微生物館の展示